# Eutrixa exilis
Eutrixa exilis är en tvåvingeart som först beskrevs av Daniel William Coquillett 1895.  Eutrixa exilis ingår i släktet Eutrixa och familjen parasitflugor. Inga underarter finns listade i Catalogue of Life.